# أيهان أكمان
أيهان أكمان (بالتركية: Ayhan Akman)‏ ، من مواليد 23 فبراير 1977 في إنغول في تركيا، لاعب كرة قدم تركي.
يلعب مع نادي غلطة سراي منذ عام 2001.
بدأ باللعب مع منتخب تركيا لكرة القدم في عام 1998.

## مسيرته الكروية
لعب أيهان أكمان خلال مسيرته الاحترافية مع 4 أندية في تسعة عشر موسمًا وسجل خلالها 49 هدفًا ضمن 422 مباراة. حيث فاز في موسم واحد بالكأس وفي أربعة مواسم بالدوري.
خاض أيهان أكمان مسيرته مع İnegölspor ‏ في موسم 1993–94 لمدة موسم واحد، مشاركًا في 15 مباراة سجل خلالها هدفًا واحدًا. ثم انتقل إلى نادي غازي عنتاب سبور في موسم 1994–95 ليلعب معه أربعة مواسم، حيث شارك في 102 مباراة سجل خلالها 23 هدفًا. لينتقل بعدها إلى نادي بشكتاش في موسم 1998–99 واستمر معه طيلة ثلاثة مواسم، مشاركًا في 68 مباراة سجل خلالها 16 هدفًا. ثم انتقل إلى نادي غلطة سراي في موسم 2001–02 ليلعب معه أحد عشر موسمًا، مشاركًا في 237 مباراة سجل خلالها 9 أهداف.

## روابط خارجية
- أيهان أكمان على موقع IMDb (الإنجليزية)

- أيهان أكمان على موقع الاتحاد الدولي (مؤرشف)  (الإنجليزية)
- أيهان أكمان على موقع اتحاد تركيا (لاعب) (الإنجليزية)
- أيهان أكمان على موقع اتحاد تركيا (مدرب) (الإنجليزية)
- أيهان أكمان على موقع قاعدة بيانات كرة القدم.إي يو (الإنجليزية)
- أيهان أكمان على موقع ناشيونال فوتبول تيمز (الإنجليزية)
- أيهان أكمان على موقع Soccerbase.com (لاعب) (الإنجليزية)
- أيهان أكمان على موقع عالم كرة القدم.نت (الإنجليزية)
- أيهان أكمان على موقع كووورة